# Chung cư 727 Trần Hưng Đạo
Chung cư 727 Trần Hưng Đạo, còn gọi là Sài Gòn hoặc President Building, là tòa nhà được cho là có ma ám tọa lạc tại phường 1, quận 5, Thành phố Hồ Chí Minh. Chung cư này từng được quân nhân Mỹ thuê ở một thời gian trong chiến tranh Việt Nam.
Công trình do doanh nhân Nguyễn Tấn Đời đầu tư khởi công vào năm 1960. Theo bản thiết kế, khách sạn gồm 13 tầng, chia làm 6 tòa và ngăn ra thành 530 phòng.

## Lịch sử
Tòa nhà có 13 tầng, theo dân gian địa phương và cánh báo chí cho rằng đã giết chết toán công nhân trong quá trình xây dựng đầy "rủi ro" được cho là do con số không may mắn 13 gây ra.
Về sau, nhóm kỹ sư bèn cho mời một ông thầy cúng đến đây nhằm giải quyết nỗi sợ hãi về ma quỷ hoặc những điều xui xẻo. Theo truyền thuyết kể lại đích thân ông thầy cúng đã mang xác chết của bốn trinh nữ từ một "bệnh viện địa phương và chôn vùi thi thể của họ ở bốn góc tòa nhà" nhằm mục đích trấn yểm nơi đây để tránh những hồn ma này quấy nhiễu lần nữa.
Người ta tin rằng cư dân tòa nhà thường xuyên nghe thấy những tiếng la hét kinh hoàng kèm theo âm thanh của một cuộc duyệt binh, ngoài việc họ bất ngờ khi nhìn thấy hồn ma của tay lính G.I. đi dạo chơi với cô bạn gái người Việt Nam.
Một kiến trúc sư người Pháp đã cảnh báo ông Đời về cấu trúc không mấy triển vọng của tòa nhà này chẳng hạn như "13 tầng". Trước khi hoàn thành, toán công nhân thường xuyên chứng kiến những sự cố tâm linh gắn liền với "số 13". Khi tòa nhà hoàn thành, ông Đời liền cho quân đội Mỹ thuê lại toàn bộ khu nhà bề thế này dành làm nơi nghỉ ngơi cho binh lính của họ.
Sau khi chiến tranh kết thúc, chính quyền cộng sản đã cho tịch thu khu nhà này sung vào công quỹ. Hơn 400 phòng được cải tạo thành nhà ở và cấp cho cán bộ, công nhân viên nhà nước. Tầng 12 khó có thể sử dụng được nên bị khóa lại, còn tầng 13 thì bỏ hoang. Kể từ đó, cư dân nơi đây kể lại chính họ đã trải qua những tiếng la hét kinh hoàng kèm theo âm thanh của một cuộc duyệt binh kỳ lạ.
Đến năm 2016, Ủy ban nhân dân Thành phố Hồ Chí Minh đã nêu rõ việc giải phóng mặt bằng trên địa bàn thành phố, trong đó có chung cư 727 Trần Hưng Đạo. Họ quyết định di dời các hộ gia đình ra khỏi nơi đây, thế nhưng vẫn còn mười hộ gia đình từ chối rời khỏi tòa nhà này vì tỷ lệ bồi thường do chính quyền cung cấp được cho là quá thấp. Hiện tại, thành phố đã di dời dân tại chung cư được ba đợt. Hơn 400 hộ dân đã sang khu chung cư mới ở địa chỉ số 109 Nguyễn Biểu cùng khu vực.